# منیسک داخلی
منیسک داخلی (به انگلیسی: Medial meniscus) یک ساختمان غضروفی رشته‌ای (فیبروکارتیلاژ) محکمی است که در سمت داخل زانو، بالای لقمه (کوندیل) استخوان درشت‌نی (تیبیا) قرار داشته و باعث تطابق سطح مفصلی طبق درشت‌نی (پلاتوی تیبیا)با سطح مفصلی استخوان ران در سمت داخل زانو می‌گردد. علاوه بر منیسک داخلی، یک منیسک در خارج زانو به نام منیسک خارجی نیز وجود داشته که عامل تطابق سطح مفصلی در سمت خارج زانو است. منیسک داخلی به شکل C انگلیسی است که با عمیق‌تر کردن سطح مفصلی درشت‌نی در سمت داخل زانو، باعث تطابق بیشتر این قسمت از درشت‌نی با لقمه داخلی استخوان ران می‌گردد.
بخش محیطی منیسک‌ها حاوی عروق خونی بوده که از طریق کپسول مفصلی و سینوویوم صورت می‌گیرد. این نواحی به هنگام آسیب قدرت ترمیم دارند. پارگی‌های بخش محیطی، همارتروز (تجمع خون در مفصل) را به همراه دارد. تغذیه خونی بخش مرکزی منیسک به وسیلهٔ غشای سینوویال و انتقال مواد از قسمت محیطی به بخش مرکزی صورت می‌گیرد. منیسک داخلی بیشتر در پایداری و ثبات مفصل زانو نقش دارد و این در حالی است که اهمیت اصلی منیسک خارجی را در انتقال نیرو می‌دانند. در صورت پارگی رباط متقاطع جلویی (ACL) و عدم درمان آن به هر دلیلی، برداشتن منیسک داخلی آسیب دیده، به میزان زیادی بی‌ثباتی مفصل زانو را تشدید می‌کند.

## کالبدشناسی منیسک داخلی
منیسک‌ها در مقطع، مثلثی شکل بوده و در حاشیه‌ها ضخیم‌تر هستند. منیسک داخلی، اتصالات محکم‌تری نسبت به منیسک خارجی داشته، بنابراین از تحرک کمتری برخوردار است. این منیسک به علت تحرک کمتر در ناحیه مفصلی، مستعد آسیب بیشتری در مقایسه با منیسک خارجی است.

### اتصالات منیسک داخلی
مهم‌ترین اتصالات منیسک داخلی شامل موارد ذیل است:
- اتصال به رباط متقاطع جلویی(ACL)
- اتصال به رباط طرفی داخلی(MCL)
- اتصال شاخ جلویی (قدامی) دو منیسک به یکدیگر توسط رباط عرضی زانو
- اتصال به لقمه درشت نی از طریق رباط شعاعی (لیگامان کروناری)
- اتصال به استخوان کشکک از طریق دو رباط به نام‌های رباط کشککی درشت‌نی (لیگامان پاتلوتیبیال) و رباط کشککی منیسک (لیگامان پاتلومنیسکال)
- اتصال به عضله نیم غشائی (سمی ممبرانوسوس[۳])
- منیسک داخلی در تمامی طولش در حاشیه‌ها به جزء شاخ‌های جلویی و پشتی، به کپسول مفصلی چسبندگی دارد.[۴] این اتصال توسط دو رباط شعاعی (کروناری) و رباط کپسولی منیسک رانی[۵] صورت می‌گیرد.

## نقش و عملکرد منیسک‌های زانو
مهم‌ترین وظایف منیسک‌ها در مفصل زانو عبارتنداز:
- باعث افزایش ثبات[۶] و پایداری مفصل می‌گردند.
- منیسک‌ها جذب‌کننده نیروها[۷] بوده و در نتیجه از فشارهای اضافی به مفصل و عناصر اطراف آن می‌کاهند.
- منیسک‌ها در تغذیه غضروف‌های استخوان ران و درشت نی در ناحیه مفصل زانو مشارکت می‌کنند. درحقیقت همانند یک اسفنج آغشته به مایع، عامل انتقال مایع سینوویال بر روی غضروف‌ها هستند.
- افزایش تطابق در سطوح مفصلی از طریق عمیق‌تر کردن سطوح فوقانی درشت نی در دو ناحیه مفصلی داخلی و خارجی.
- باعث کاهش میزان اصطکاک در سطوح مفصلی انتهای فوقانی درشت نی با انتهای تحتانی ران (مفصل تیبیوفمورال) می‌گردند.
- منیسک‌ها از گیرکردن سینوویوم میان لقمه (Condyle)های درشت‌نی و ران جلوگیری می‌کنند.

## آسیب منیسک داخلی
به هنگام حرکات زانو، منیسک‌ها نیز به واسطه اتصالات بسیاری که به بخش‌های دیگر دارند، به جلو و عقب حرکت می‌کنند و این نیروها که همراه با فشارهای عمودی است، درحقیقت باعث پیچ و تاب خوردن منیسک‌ها می‌گردند. اگر نیروهای اعمال شده به گونه ای باشد که منیسک‌ها نتوانند حرکت مناسبی را انجام دهند، میان لقمه‌های استخوان ران و درشت‌نی گیرافتاده و دچار آسیب می‌شوند. اگر خم و راست نمودن زانو همراه با چرخش توأم شود، مثلاً زانوی ورزشکاری که در حالت چرخش است به یکباره صاف شود، پارگی منیسک ایجاد می‌گردد. بسیاری از ضایعات منیسک داخلی ناشی از چرخش داخلی ناگهانی و نیرومند ران، همراه با خمیدگی نسبی زانو و قرارگیری محکم پا روی زمین است. گاهی پارگی منیسک داخلی، پارگی رباط‌های دیگر زانو را نیز به دنبال دارد. خم بودن زانو در حالت ایستاده و چرخش خارجی که با نیروی والگوس (در حالت دور بودن ساق پا) توأم می‌گردد، ممکن است علاوه بر پارگی منیسک داخلی، پارگی رباط‌های طرفی داخلی(MCL) و متقاطع جلویی(ACL) را ایجاد کند.
پارگی منیسک‌ها در اثر مکانیسم‌های متعددی رخ می‌دهد. در اغلب موارد مکانیسم اصلی پارگی منیسک بدین صورت است که فرد یا ورزشکار در یک حادثه یا اتفاق ناگهانی در حالی که زانویش خم است، چرخش و گردش شدیدی در زانویش (ساق پا) ایجاد می‌شود. پارگی و ایجاد ضایعه در منیسک داخلی به مراتب بیشتر از منیسک خارجی است.

### انواع پارگی منیسک‌ها
پارگی منیسک‌ها می‌تواند به صورت زیر رخ دهد:
- پارگی طولی که شیوع بیشتری دارد.
- پارگی عرضی (افقی)
- پارگی مایل
- پارگی شعاعی[۱۱]
- پارگی‌های ترکیبی

### علایم آسیب
علایم ضایعه منیسک ممکن است در پیوند با موارد زیر باشد:
- وجود درد که بسیاری از بیماران از آن شاکی هستند.
- تورم که بیشتر در موارد حاد دیده می‌شود. معمولاً ضایعات حاد، تورم بیشتری نیز ایجاد می‌کنند.
- حساسیت به لمس که بیشتر در امتداد خط مفصلی است.
- احتمال قفل شدن مفصل زانو
- احتمال خالی کردن مفصل
- درصورت عدم درمان مناسب یا زمانی که آسیب طولانی می‌شود، ضعف و آتروفی عضله چهارسر ران ایجاد می‌گردد.

### روش‌های تشخیص
- تست‌های بالینی (تست مک موری و آپلی)
- آرتروگرافی
- اسکن استخوان (Bone scan)
- ام‌آرآی (MRI)
- آرتروسکوپی

آرتروگرافی، ام آر آی و آرتروسکوپی از دقت بالایی جهت تشخیص آسیب منیسک‌ها برخوردار هستند.

### درمان ضایعه منیسک داخلی
درمان ضایعات منیسک، با توجه به شدت علایم و میزان آسیب، بدون جراحی یا جراحی است.

## درمان بدون جراحی
اگر علایم بیمار خفیف باشد و فرد دچار قفل شدگی یا تورم مکرر نگردد، معمولاً نیازی به جراحی نیست. در این موارد، کنترل فعالیت‌های روزمره، پرهیزاز حرکات جهشی و به خصوص چرخشی در جهت بهبودی بیمار مؤثر است. در روش غیرجراحی، فیزیوتراپی با هدف کاهش درد، کاهش تورم و تقویت ماهیچه‌ها به صورت تدریجی کمک‌کننده است.
در صورتی به عمل ترمیم مینیسک نیاز است که پارگی به تازگی در ناحیه فیوژن (پایه مینیسک) اتفاق افتاده باشد. در این شرایط معمولاً بافت مینیسک سالم است و می‌توان از روشهای ترمیمی برای کاهش درد بیمار استفاده کرد.

## درمان با جراحی
زمانیکه علایم بیمار شدید باشد، به نحوی که فعالیت‌های روزمره اش دچار اختلال گردد، به جراحی نیاز است. درد و تورم شدید، قفل شدگی مکرر که عموماً ضعف و آتروفی عضله چهارسر ران را به دنبال دارد، لزوم دخالت جراحی را مطرح می‌کند.
در طی جراحی هرچه بیشتر باید منیسک را حفظ نمود، زیرا برداشتن منیسک به‌طور کامل، معمولاً طی ۵ سال باعث آرتروز پیشرفته در زانو می‌شود و حتی باید گفت که ۶ ماه پس از برداشتن منیسک، اولین علایم آرتروز در رادیوگرافی دیده می‌شود. جراحی ممکن است به صورت باز یا از طریق آرتروسکوپ انجام گردد. در هر دو روش جراحی منیسک (جراحی باز یا جراحی آرتروسکوپی) دو شیوه معمول عبارتنداز:
- خارج کردن نسبی منیسک (منیسکوتومی پارشیال)
- ترمیم منیسک[۱۳]

## نگارخانه

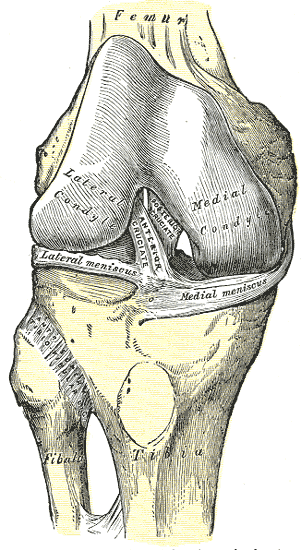
مفصل زانوی راست از جلو نشان دهنده رباط داخلی.
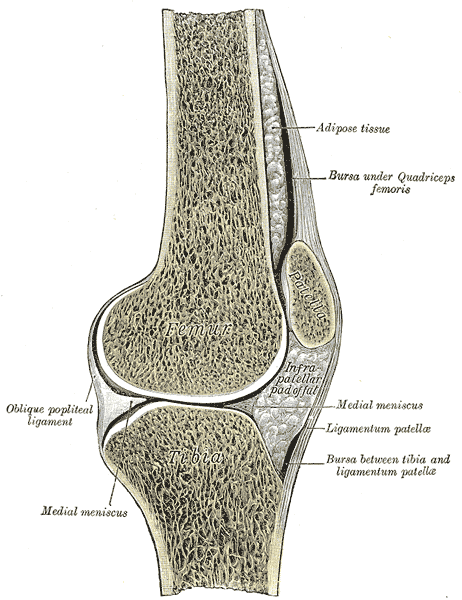
بخش ساژیتال مفصل زانوی راست.
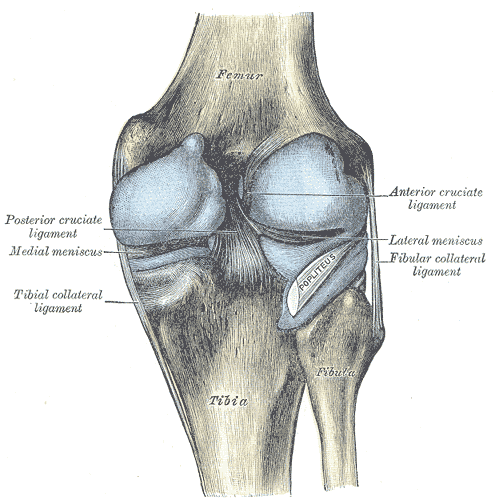
ک‍سول زانوی راست (متورم شده). بخش خلفی.
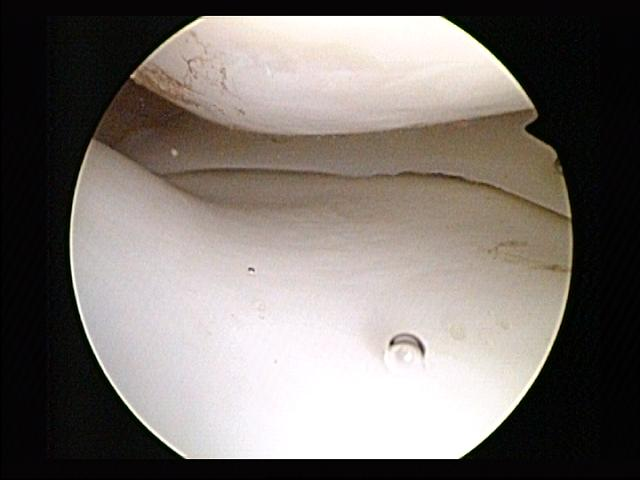
مینیسک داخلی سالم
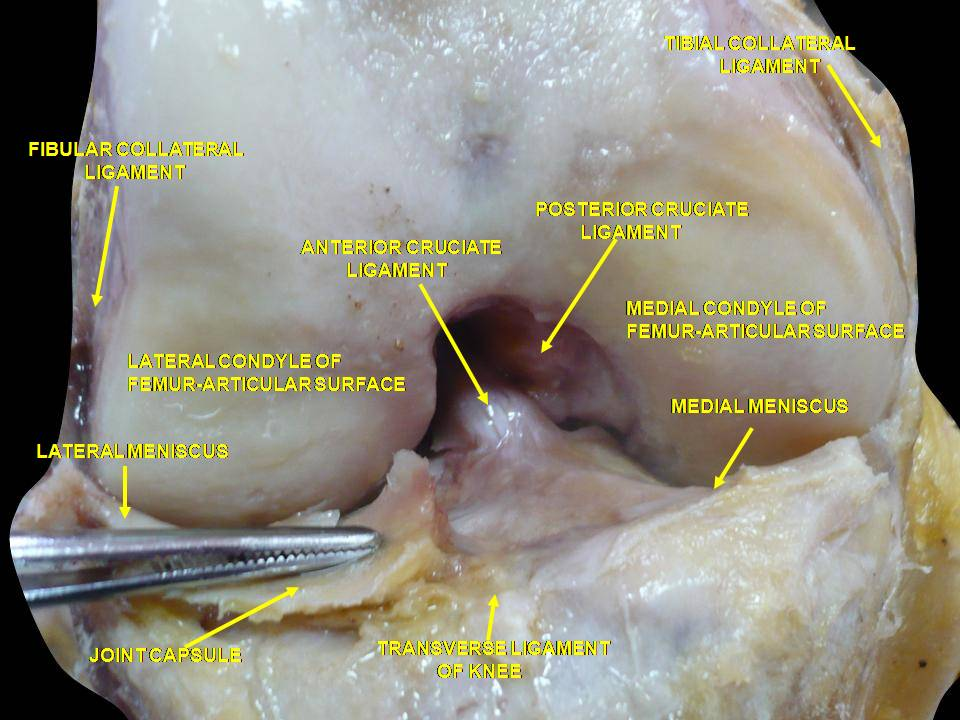
نمایش قدامی زانو.
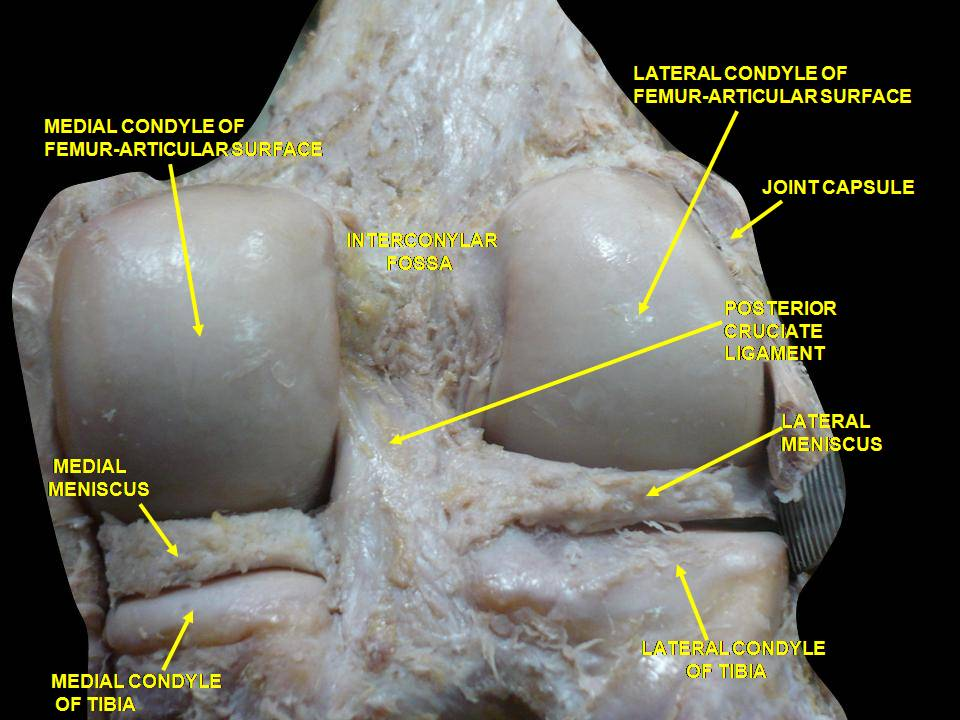
تشریح زانوی راست. کالبد شکافی عمیق. نمایش خلفی.
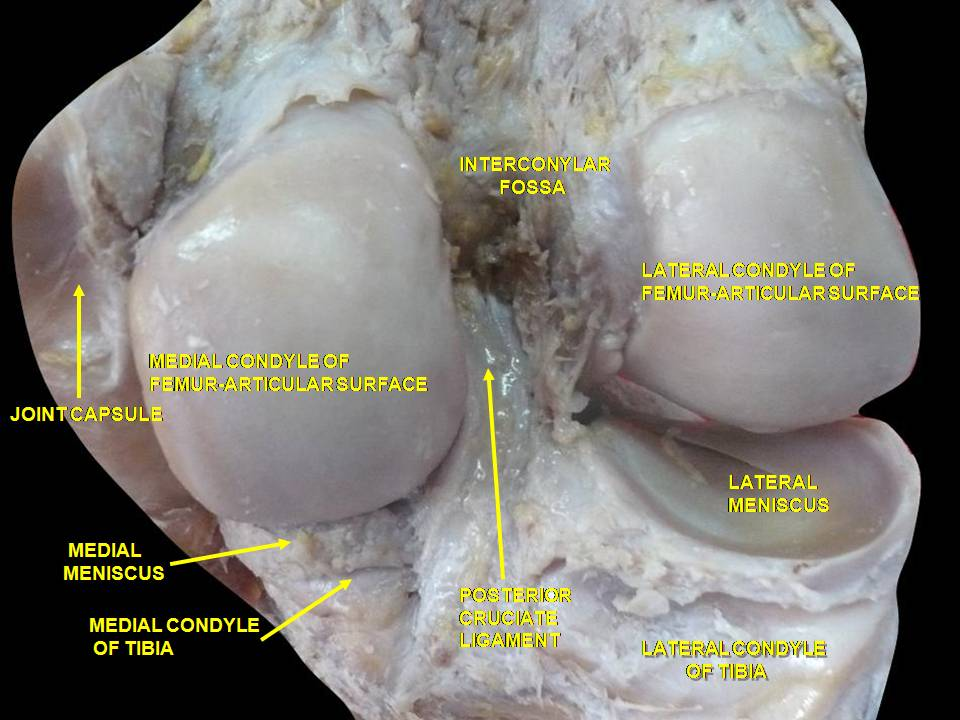
تشریح  زانوی راست. کالبد شکافی عمیق. نمایش خلفی.
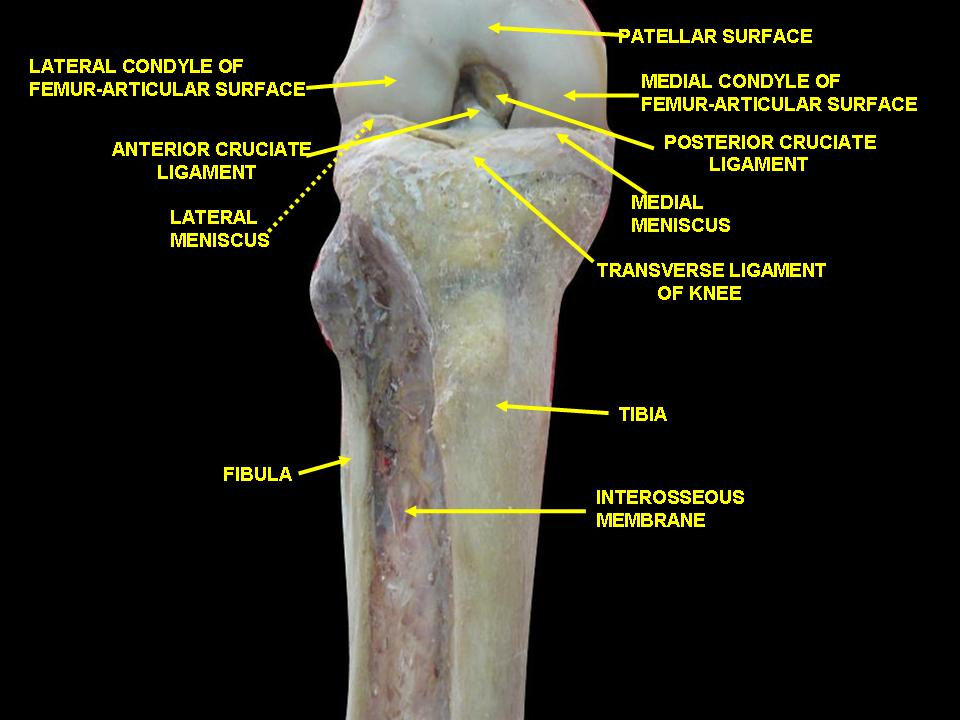
Knee and tibiofibular joint.کالبد شکافی عمیق. نمایش خلفی.
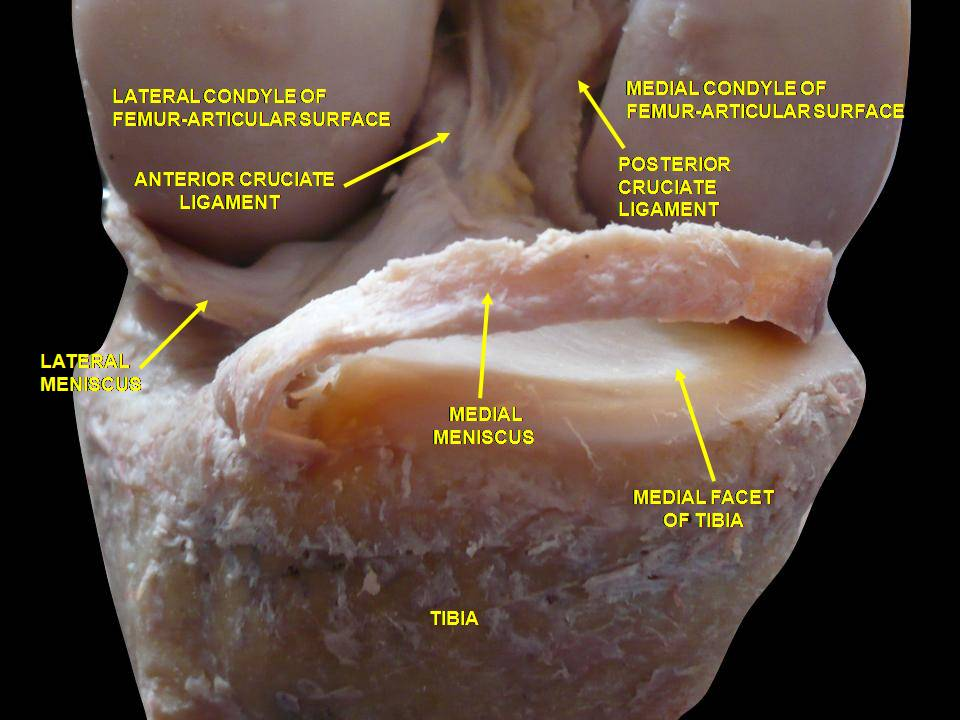
مفصل زانو. کالبد شکافی عمیق. نمایش خلفی
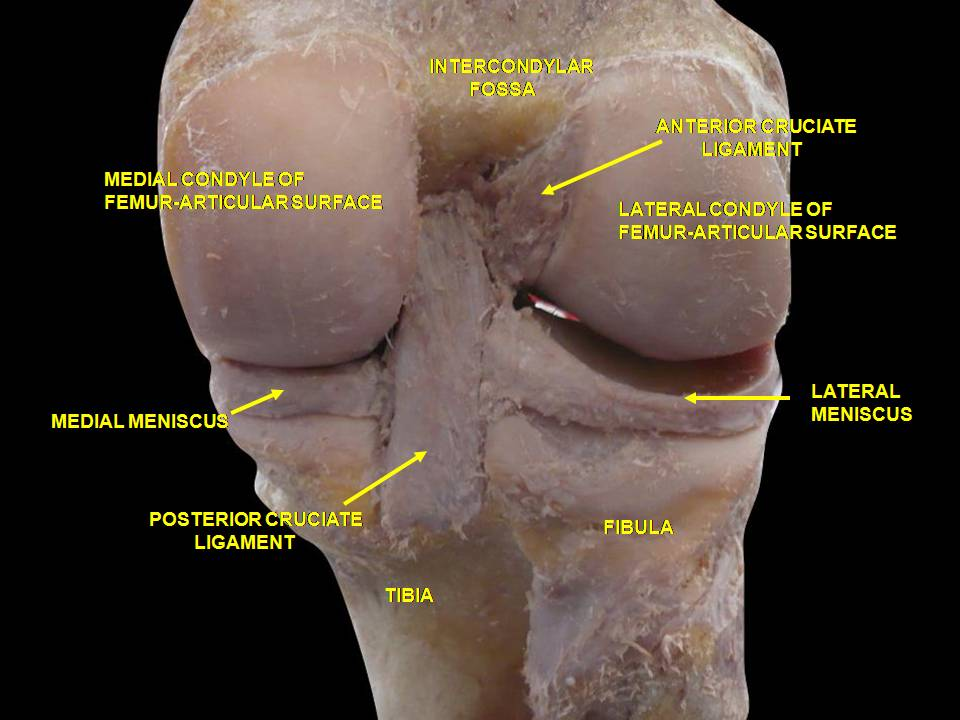
مفصل زانو. کالبد شکافی عمیق. نمایش خلفی

انجام فیزیوتراپی پیش و پس از عمل جراحی، به ویژه در ورزشکاران حرفه‌ای باعث بازگشت سریع تر و همچنین افزایش کیفیت عملکرد بیماران می‌گردد.